# 1625
Il 1625 (MDCXXV in numeri romani) è un anno  del XVII secolo.

## Eventi
- Gli olandesi fondano Nuova Amsterdam, che nel 1664, in seguito alla conquista inglese, diventa New York.
- Con la sua opera De iure belli ac pacis il giurista olandese Ugo Grozio segna la nascita del moderno diritto internazionale.
- L'Avorio Barberini è venduto da Nicolas-Claude Fabri de Peiresc al cardinale Francesco Barberini.
- 8 marzo – La conquista di Capriata segna l'inizio della guerra fra Savoia e Genova.

## Nati

### Gennaio
- 12 gennaio - Carlo Ambrogio Affaitati, religioso italiano († 1695)
- 12 gennaio - Antonio Foresti, gesuita, storico e letterato italiano († 1692)

### Febbraio
- 1º febbraio - Leopoldo Ludovico del Palatinato-Veldenz, nobile tedesco († 1694)
- 9 febbraio - Giuseppa Maria di Sant'Agnese, religiosa spagnola († 1696)
- 9 febbraio - Giudoco Ermanno di Lippe-Biesterfeld, nobile tedesco († 1678)
- 11 febbraio - Sigismondo III Gonzaga, nobile italiano († 1694)
- 18 febbraio - Giovanni Giuseppe Cosattini, pittore italiano († 1699)
- 24 febbraio - Francesco D'Andrea, giurista, filosofo e politico italiano († 1698)
- 26 febbraio - Carlo Celano, avvocato, letterato e religioso italiano († 1693)

### Marzo
- 1º marzo - Francesco Marucelli, abate e bibliografo italiano († 1703)
- 2 marzo - Melchor Fernández de la Cueva y Enríquez de Cabrera, militare e politico spagnolo († 1686)
- 5 marzo - John Collins, matematico inglese († 1683)
- 5 marzo - Maria d'Orléans-Longueville, principessa e duchessa francese († 1707)
- 9 marzo - Tommaso Amantini, stuccatore e ceramista italiano († 1675)
- 13 marzo - Giovan Domenico Vinaccia, architetto, ingegnere e scultore italiano († 1695)
- 14 marzo - Daniel Gittard, architetto francese († 1686)

### Aprile
- 25 aprile - Giovanni Federico di Brunswick-Lüneburg, duca († 1679)

### Maggio
- 8 maggio - Gaspare Carpegna, cardinale italiano († 1714)
- 11 maggio - Elisabetta Maria di Münsterberg-Oels, nobile boema († 1686)
- 15 maggio - Carlo Maratta, pittore e restauratore italiano († 1713)
- 23 maggio - Giovanni Luigi di Nassau-Ottweiler, nobile tedesco († 1690)
- 25 maggio - Gaspar Téllez-Girón y Sandoval, generale e politico spagnolo († 1694)

### Giugno
- 3 giugno - Filippo Baldinucci, storico dell'arte, politico e pittore italiano († 1696)
- 6 giugno - Domenico Guidi, scultore italiano († 1701)
- 8 giugno - Giovanni Cassini, matematico, astronomo e ingegnere italiano († 1712)
- 10 giugno - János Apáczai Csere, matematico ungherese († 1659)

### Luglio
- 6 luglio - Guillam Dubois, pittore e disegnatore olandese († 1680)
- 27 luglio - Edward Montagu, I conte di Sandwich, nobile, ammiraglio e militare inglese († 1672)
- 30 luglio - Filippo Francesco d'Arenberg, nobile e militare belga († 1674)

### Agosto
- 5 agosto - Vincenzo Auria, avvocato, storico e poeta italiano († 1710)
- 10 agosto - Augustine Reding, abate e teologo svizzero († 1692)
- 13 agosto - Rasmus Bartholin, fisico, medico e scienziato danese († 1698)
- 13 agosto - John Hay, I marchese di Tweeddale, nobile scozzese († 1697)
- 14 agosto - François de Harlay de Champvallon, arcivescovo cattolico francese († 1695)
- 20 agosto - Thomas Corneille, drammaturgo francese († 1709)
- 21 agosto - Johann Philipp Treffler, artigiano tedesco († 1698)
- 25 agosto - Johann Philipp Bettendorff, gesuita, missionario e pittore lussemburghese († 1698)
- 28 agosto - Prospero Intorcetta, missionario e gesuita italiano († 1696)
- 29 agosto - Juan Bautista Diamante, drammaturgo spagnolo († 1687)

### Settembre
- 2 settembre - Federico Baldeschi Colonna, cardinale italiano († 1691)
- 5 settembre - Carlo II Ottone del Palatinato-Zweibrücken-Birkenfeld, nobile tedesco († 1671)
- 5 settembre - Luigi di Cossé-Brissac, nobile francese († 1661)
- 7 settembre - Enrico Federico di Hohenlohe-Langenburg, conte tedesco († 1699)
- 16 settembre - Gregorio Barbarigo, cardinale e vescovo cattolico italiano († 1697)
- 23 settembre - Ferdinando Massimiliano di Baden-Baden, nobile tedesco († 1669)
- 24 settembre - Johan de Witt, politico e matematico olandese († 1672)

### Ottobre
- 4 ottobre - Jacqueline Pascal, poetessa e religiosa francese († 1661)
- 5 ottobre - Edoardo del Palatinato-Simmern, nobile († 1663)
- 10 ottobre - Erik Dahlberg, militare e ingegnere svedese († 1703)
- 13 ottobre - Pierre Nicole, filosofo e teologo francese († 1695)
- 14 ottobre - Orazio Roberto Pucci, nobile italiano († 1698)
- 19 ottobre - Geertruydt Roghman, incisore olandese († 1657)
- 26 ottobre - Michał Kazimierz Radziwiłł, nobile e ufficiale polacco († 1680)

### Novembre
- 1º novembre - Oliver Plunkett, arcivescovo cattolico irlandese († 1681)
- 7 novembre - Cosimo Ulivelli, pittore italiano († 1705)
- 7 novembre - Enrico II di Savoia-Nemours, nobile e arcivescovo cattolico francese († 1659)
- 10 novembre - Artus Quellinus il Giovane, scultore fiammingo († 1700)
- 13 novembre - Guglielmo Cristoforo d'Assia-Homburg, sovrano tedesco († 1681)
- 20 novembre - Tønne Huitfeldt, militare norvegese († 1677)
- 30 novembre - Jean Domat, scrittore francese († 1696)

### Dicembre
- 4 dicembre - Gerolamo Quadrio, architetto svizzero († 1679)
- 10 dicembre - Melchior Barthel, scultore tedesco († 1672)
- 14 dicembre - Barthélemy d'Herbelot de Molainville, orientalista francese († 1695)
- 16 dicembre - Erhard Weigel, astronomo, matematico e filosofo tedesco († 1699)
- 24 dicembre - Johann Rudolph Ahle, compositore e organista tedesco († 1673)
- 28 dicembre - Niccolò Biffi, letterato italiano

### Senza giorno specificato
- Gian Battista Barberini, stuccatore italiano
- Miguel de Barrios, storico e poeta spagnolo († 1701)
- Pietro Bellotto, pittore italiano († 1700)
- François de Créquy, generale francese († 1687)
- Francesco Borzone, pittore italiano († 1679)
- Louis Bulteau, storico francese († 1693)
- Antonio Busca, pittore italiano († 1686)
- Maria Barbara Carillo, spagnola († 1721)
- Ferdinando Cavriani, militare italiano († 1695)
- Paolo Del Buono, scienziato italiano († 1659)
- Emanuele da Como, pittore italiano († 1701)
- Giuseppe Maria Galleppini, pittore italiano († 1650)
- Giovanni Maria Galli da Bibbiena, pittore italiano († 1665)
- Frans Geffels, architetto e pittore fiammingo († 1694)
- Diana Grey, nobildonna inglese († 1689)
- Pierre de Guibours, storico e genealogista francese († 1694)
- George Howard, IV conte di Suffolk, nobile inglese († 1691)
- Samuel Knibb, orologiaio britannico († 1674)
- Gabriel Nicolas de la Reynie, magistrato e poliziotto francese († 1709)
- Sigismondo Marchesi, scrittore e storico italiano († 1695)
- Marija Il'inična Miloslavskaja, russa († 1669)
- Samuel Morland, diplomatico, inventore e crittologo inglese († 1695)
- Christopher Myngs, corsaro e ammiraglio inglese († 1666)
- Francesco Pannocchieschi, arcivescovo cattolico italiano († 1702)
- Giacomo Pignatelli, teologo italiano († 1698)
- Antonio Pino da Bellagio, scultore e incisore italiano
- Paulus Potter, pittore olandese († 1654)
- Bernardino Quadri, architetto e scultore svizzero († 1695)
- Fëdor Alekseevič Rtiščev, filantropo russo († 1673)
- Johann Georg Melchior Schmidtner, pittore tedesco († 1707)
- Anthonie Heeres Sioertsma, incisore e pittore olandese († 1662)
- Jan Sonjé, pittore olandese († 1707)
- Giovanni Andrea Spinola, poeta, politico e ambasciatore italiano († 1705)
- Thomas Stanley, scrittore e traduttore inglese († 1678)
- Giovanni IV Ventimiglia, nobile, politico e militare italiano († 1675)
- Warnard van Rysen, pittore olandese
- Christopher Wittich, teologo olandese († 1687)
- Moses ben Mordecai Zacuto, rabbino e poeta olandese († 1697)
- Justino de Neve, presbitero e collezionista d'arte spagnolo († 1685)
- Ireneo della Croce, storico italiano († 1713)
- Felice della Greca, architetto italiano († 1677)
- Francesco di Calvo, generale e nobile francese († 1690)
- Maria Eufrosina del Palatinato-Zweibrücken-Kleeburg, principessa svedese († 1687)

## Morti

### Gennaio
- 7 gennaio - Ruggero Giovannelli, compositore e cantore italiano
- 8 gennaio - Giovanni Gualberto Magli, cantante castrato italiano
- 12 gennaio - Jan Brueghel il Vecchio, pittore fiammingo (n. 1568)
- 15 gennaio - Adriano Politi, umanista e traduttore italiano (n. 1542)
- 17 gennaio - Giulio Negrone, gesuita e scrittore italiano (n. 1553)
- 23 gennaio - Giovanni III della Frisia orientale-Rietberg, nobile tedesco (n. 1566)
- 28 gennaio - Jacob Gretser, drammaturgo, teologo e storico tedesco (n. 1562)
- 28 gennaio - Çerkes Mehmed Ali Pascià, politico ottomano (n. 1557)

### Febbraio
- 1º febbraio - Marino Bizzi, arcivescovo cattolico italiano (n. 1565)
- 6 febbraio - Filippo Giulio di Pomerania, nobile tedesco (n. 1584)
- 19 febbraio - Arthur Chichester, politico inglese (n. 1563)
- 26 febbraio - Anna Vasa, principessa polacca (n. 1568)

### Marzo
- 2 marzo - James Hamilton, II marchese di Hamilton, politico e nobile scozzese (n. 1589)
- 5 marzo - Geremia da Valacchia, religioso italiano (n. 1556)
- 7 marzo - Gioacchino Ernesto di Brandeburgo-Ansbach, nobile (n. 1583)
- 7 marzo - Johann Bayer, giurista e astronomo tedesco (n. 1572)
- 9 marzo - Michelangelo Seghizzi, vescovo cattolico italiano (n. 1565)
- 25 marzo - Giovan Battista Marino, poeta e scrittore italiano (n. 1569)
- 27 marzo - Giacomo I d'Inghilterra, re (n. 1566)
- 27 marzo - Antonio de Herrera y Tordesillas, storico spagnolo (n. 1549)
- 28 marzo - Luigi Lollino, vescovo cattolico e letterato italiano (n. 1552)
- 30 marzo - Johann Gelle, editore e incisore tedesco (n. 1580)

### Aprile
- 7 aprile - Adriaan van den Spieghel, medico, chirurgo e botanico fiammingo (n. 1578)
- 10 aprile - Michele dei Santi, religioso spagnolo (n. 1591)
- 16 aprile - Angelo di Gesù Maria, religioso italiano (n. 1578)
- 20 aprile - Paolo Belloni, giurista e politico italiano (n. 1573)
- 23 aprile - Maurizio di Nassau, nobile olandese (n. 1567)
- 24 aprile - Anna di Holstein-Gottorp, nobile tedesca (n. 1575)
- 30 aprile - Benedetto da Urbino, presbitero e predicatore italiano (n. 1560)

### Maggio
- 6 maggio - Pietro Antonio Novelli, pittore e incisore italiano (n. 1568)
- 17 maggio - Francisco Gómez de Sandoval y Rojas, politico e cardinale spagnolo (n. 1553)
- 20 maggio - Orazio Mochi, scultore italiano (n. 1571)
- 22 maggio - Hocazade Esad Efendi, politico ottomano (n. 1570)

### Giugno
- 1º giugno - Honoré d'Urfé, scrittore francese (n. 1568)
- 2 giugno - Mōri Terumoto, militare giapponese (n. 1553)
- 5 giugno - Orlando Gibbons, compositore e organista inglese (n. 1583)

### Luglio
- 19 luglio - Elisabetta di Danimarca, principessa danese (n. 1573)
- 23 luglio - Carlo Vanelli, scultore e ingegnere svizzero

### Agosto
- 19 agosto - Federico Guglielmo di Teschen, duca (n. 1601)
- 19 agosto - Enno III della Frisia orientale, conte (n. 1563)
- 30 agosto - Anna di Prussia, nobile tedesca (n. 1576)

### Settembre
- 4 settembre - Filiberto Milliet, arcivescovo cattolico italiano (n. 1561)
- 6 settembre - Thomas Dempster, storico e etruscologo scozzese (n. 1579)
- 6 settembre - Felice Palma, scultore italiano (n. 1583)
- 9 settembre - Gaspare Aselli, medico, chirurgo e anatomista italiano (n. 1581)
- 12 settembre - Giovanni Da Lezze, militare e politico italiano (n. 1554)
- 14 settembre - Pieter Isaacsz, pittore danese (n. 1569)
- 16 settembre - Edward Stafford, IV barone Stafford, nobile inglese (n. 1572)
- 19 settembre - Eitel Friedrich von Hohenzollern-Sigmaringen, cardinale e vescovo cattolico tedesco (n. 1582)
- 20 settembre - Heinrich Meibom, storico e poeta tedesco (n. 1555)
- 21 settembre - Bartolomeo Cavarozzi, pittore italiano (n. 1587)

### Ottobre
- 1º ottobre - Hendrick Joosten Speuy, compositore e organista olandese (n. 1575)
- 24 ottobre - Abraham Scultetus, teologo tedesco (n. 1566)

### Novembre
- 3 novembre - Adam Gumpelzhaimer, compositore e teorico della musica tedesco (n. 1559)
- 13 novembre - Guglielmo Caccia, pittore italiano (n. 1568)
- 14 novembre - Giulio Cesare Procaccini, pittore e scultore italiano (n. 1574)
- 16 novembre - Sofonisba Anguissola, pittrice italiana (n. 1532)
- 19 novembre - Giovanni Reinardo I di Hanau-Lichtenberg, conte tedesco (n. 1569)

### Dicembre
- 8 dicembre - Cristina di Holstein-Gottorp, nobile tedesca (n. 1573)
- 16 dicembre - Elisabetta d'Assia-Kassel, principessa tedesca (n. 1596)
- 16 dicembre - Francesco Sacchini, gesuita, storico e umanista italiano (n. 1570)
- 17 dicembre - Panfilo Persico, presbitero italiano (n. 1571)
- 19 dicembre - Giulio Sansedoni, vescovo cattolico italiano (n. 1551)
- 25 dicembre - Carlo Pascale, letterato e diplomatico italiano (n. 1547)

### Senza giorno specificato
- Paolo Beni, filologo, letterato e gesuita italiano (n. 1552)
- Johann Hartmann Beyer, medico e matematico tedesco (n. 1563)
- Diego Cabeza de Vaca, vescovo cattolico spagnolo
- Girolamo Campagna, scultore italiano (n. 1549)
- Bernardo Castelletto, poeta e naturalista italiano
- Domenico Pietro Cerone, cantore, presbitero e teorico della musica italiano (n. 1566)
- Giovanni Battista Ciotti, editore e tipografo italiano (n. 1560)
- Marija Vladimirovna Dolgorukova, nobile russa (n. 1601)
- John Fletcher, drammaturgo inglese (n. 1579)
- Giovanni Florio, umanista inglese (n. 1552)
- Giovanni Ghizzolo, francescano, compositore e organista italiano
- Alessandro Gonzaga, nobile e politico italiano (n. 1570)
- Rodolfo di Lasso, organista e compositore fiammingo
- Li Dan, mercante e pirata cinese
- Thomas Lodge, scrittore e drammaturgo inglese
- Ippolito Malaspina, nobile italiano (n. 1540)
- Giovanni Gregorio Piola, pittore italiano (n. 1572)
- Enrico Radesca, compositore e organista italiano
- John Robinson, religioso britannico (n. 1576)
- Juan de las Roelas, pittore spagnolo (n. 1588)
- Johann Rottenhammer, pittore tedesco (n. 1564)
- David Sacerdote, compositore e banchiere italiano (n. 1550)
- Tommaso Salini, pittore italiano
- Willem Schouten, navigatore olandese
- Fabrizio Sforza di Caravaggio, generale e nobile italiano (n. 1580)
- Martinus Sonck, politico olandese
- Henry de Vere, XVIII conte di Oxford, avvocato e militare britannico (n. 1593)
- Francesco Villamena, incisore italiano (n. 1566)
- Yamauchi Yasutoyo, militare giapponese (n. 1549)
- Diane de Dommartin, nobile francese (n. 1552)
- Francisco de Álava y Nureña, militare spagnolo (n. 1567)

## Calendario
| Calendario 1625 | Calendario 1625 | Calendario 1625 | Calendario 1625 | Calendario 1625 | Calendario 1625 | Calendario 1625 | Calendario 1625 | Calendario 1625 | Calendario 1625 | Calendario 1625 | Calendario 1625 | Calendario 1625 | Calendario 1625 | Calendario 1625 | Calendario 1625 | Calendario 1625 | Calendario 1625 | Calendario 1625 | Calendario 1625 | Calendario 1625 | Calendario 1625 | Calendario 1625 | Calendario 1625 | Calendario 1625 | Calendario 1625 | Calendario 1625 | Calendario 1625 | Calendario 1625 | Calendario 1625 | Calendario 1625 | Calendario 1625 | Calendario 1625 |
| --------------- | --------------- | --------------- | --------------- | --------------- | --------------- | --------------- | --------------- | --------------- | --------------- | --------------- | --------------- | --------------- | --------------- | --------------- | --------------- | --------------- | --------------- | --------------- | --------------- | --------------- | --------------- | --------------- | --------------- | --------------- | --------------- | --------------- | --------------- | --------------- | --------------- | --------------- | --------------- | --------------- |
|                 | 1               | 2               | 3               | 4               | 5               | 6               | 7               | 8               | 9               | 10              | 11              | 12              | 13              | 14              | 15              | 16              | 17              | 18              | 19              | 20              | 21              | 22              | 23              | 24              | 25              | 26              | 27              | 28              | 29              | 30              | 31              |                 |
| Gennaio         | Me              | Gi              | Ve              | Sa              | Do              | Lu              | Ma              | Me              | Gi              | Ve              | Sa              | Do              | Lu              | Ma              | Me              | Gi              | Ve              | Sa              | Do              | Lu              | Ma              | Me              | Gi              | Ve              | Sa              | Do              | Lu              | Ma              | Me              | Gi              | Ve              |                 |
| Febbraio        | Sa              | Do              | Lu              | Ma              | Me              | Gi              | Ve              | Sa              | Do              | Lu              | Ma              | Me              | Gi              | Ve              | Sa              | Do              | Lu              | Ma              | Me              | Gi              | Ve              | Sa              | Do              | Lu              | Ma              | Me              | Gi              | Ve              |                 |                 |                 |                 |
| Marzo           | Sa              | Do              | Lu              | Ma              | Me              | Gi              | Ve              | Sa              | Do              | Lu              | Ma              | Me              | Gi              | Ve              | Sa              | Do              | Lu              | Ma              | Me              | Gi              | Ve              | Sa              | Do              | Lu              | Ma              | Me              | Gi              | Ve              | Sa              | Do              | Lu              |                 |
| Aprile          | Ma              | Me              | Gi              | Ve              | Sa              | Do              | Lu              | Ma              | Me              | Gi              | Ve              | Sa              | Do              | Lu              | Ma              | Me              | Gi              | Ve              | Sa              | Do              | Lu              | Ma              | Me              | Gi              | Ve              | Sa              | Do              | Lu              | Ma              | Me              |                 |                 |
| Maggio          | Gi              | Ve              | Sa              | Do              | Lu              | Ma              | Me              | Gi              | Ve              | Sa              | Do              | Lu              | Ma              | Me              | Gi              | Ve              | Sa              | Do              | Lu              | Ma              | Me              | Gi              | Ve              | Sa              | Do              | Lu              | Ma              | Me              | Gi              | Ve              | Sa              |                 |
| Giugno          | Do              | Lu              | Ma              | Me              | Gi              | Ve              | Sa              | Do              | Lu              | Ma              | Me              | Gi              | Ve              | Sa              | Do              | Lu              | Ma              | Me              | Gi              | Ve              | Sa              | Do              | Lu              | Ma              | Me              | Gi              | Ve              | Sa              | Do              | Lu              |                 |                 |
| Luglio          | Ma              | Me              | Gi              | Ve              | Sa              | Do              | Lu              | Ma              | Me              | Gi              | Ve              | Sa              | Do              | Lu              | Ma              | Me              | Gi              | Ve              | Sa              | Do              | Lu              | Ma              | Me              | Gi              | Ve              | Sa              | Do              | Lu              | Ma              | Me              | Gi              |                 |
| Agosto          | Ve              | Sa              | Do              | Lu              | Ma              | Me              | Gi              | Ve              | Sa              | Do              | Lu              | Ma              | Me              | Gi              | Ve              | Sa              | Do              | Lu              | Ma              | Me              | Gi              | Ve              | Sa              | Do              | Lu              | Ma              | Me              | Gi              | Ve              | Sa              | Do              |                 |
| Settembre       | Lu              | Ma              | Me              | Gi              | Ve              | Sa              | Do              | Lu              | Ma              | Me              | Gi              | Ve              | Sa              | Do              | Lu              | Ma              | Me              | Gi              | Ve              | Sa              | Do              | Lu              | Ma              | Me              | Gi              | Ve              | Sa              | Do              | Lu              | Ma              |                 |                 |
| Ottobre         | Me              | Gi              | Ve              | Sa              | Do              | Lu              | Ma              | Me              | Gi              | Ve              | Sa              | Do              | Lu              | Ma              | Me              | Gi              | Ve              | Sa              | Do              | Lu              | Ma              | Me              | Gi              | Ve              | Sa              | Do              | Lu              | Ma              | Me              | Gi              | Ve              |                 |
| Novembre        | Sa              | Do              | Lu              | Ma              | Me              | Gi              | Ve              | Sa              | Do              | Lu              | Ma              | Me              | Gi              | Ve              | Sa              | Do              | Lu              | Ma              | Me              | Gi              | Ve              | Sa              | Do              | Lu              | Ma              | Me              | Gi              | Ve              | Sa              | Do              |                 |                 |
| Dicembre        | Lu              | Ma              | Me              | Gi              | Ve              | Sa              | Do              | Lu              | Ma              | Me              | Gi              | Ve              | Sa              | Do              | Lu              | Ma              | Me              | Gi              | Ve              | Sa              | Do              | Lu              | Ma              | Me              | Gi              | Ve              | Sa              | Do              | Lu              | Ma              | Me              |                 |